# Luci Lol·li
Luci Lol·li (en llatí Lucius Lollius) va ser un militar romà del segle i aC. Formava part de la gens Lòl·lia, una gens romana d'origen plebeu.
Era un dels legats de Gneu Pompeu a la guerra contra el rei Mitridates VI Eupator del Pont, segons Appià.
Se suposa que era el mateix Luci Lol·li que apareix esmentat en una carta de Marc Celi Ruf a Ciceró.